# Królestwo Rumunii
Królestwo Rumunii (rum. Regatul României) – państwo rumuńskie w latach 1881–1947.
Od 1859 do 1877 roku Rumunia ewoluowała z unii personalnej dwóch hospodarstw (Wołoszczyzny i Mołdawii) rządzonych przez jednego władcę do w pełni niezależnego, niepodległego królestwa z monarchą z rodu Hohenzollernów. W 1918 roku, po zakończeniu I wojny światowej, Siedmiogród, część Kriszany, część Marmaroszu, większość Banatu, Besarabia i Bukowina zostały włączone do państwa, w rezultacie tworząc România Mare (Wielką Rumunię). W 1940 część Siedmiogrodu, Kriszany oraz Marmarosz oddano Węgrom, Besarabię – ZSRR, a południową Dobrudżę – Bułgarii (drugi arbitraż wiedeński). Tylko ziemie odłączone na rzecz Węgier wróciły do Rumunii po II wojnie światowej. W 1947 roku monarchia została zastąpiona reżimem komunistycznym.

## Zjednoczenie i monarchia

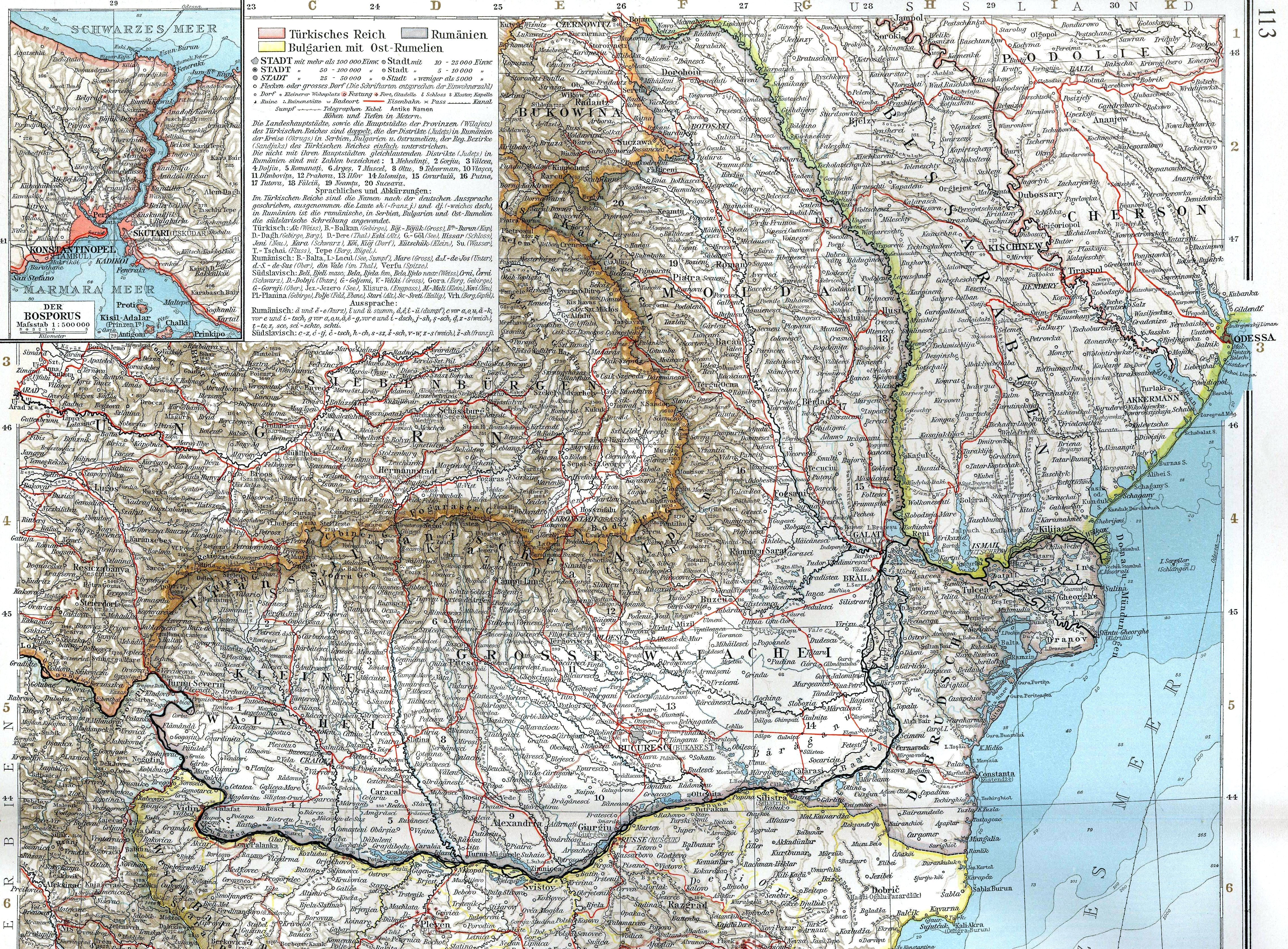
Królestwo Rumunii do I wojny światowej

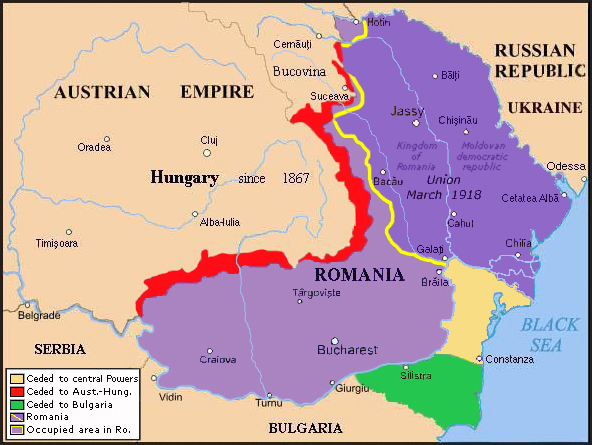
Królestwo Rumunii po traktacie w Bukareszcie (1918)

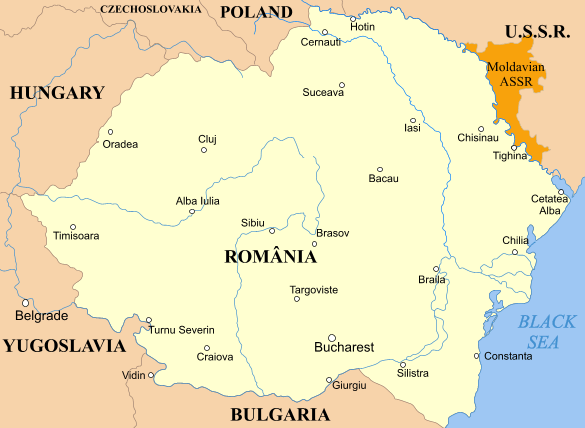
Królestwo Rumunii w okresie międzywojennym

Objęcie władzy w 1859 roku w Mołdawii i Wołoszczyźnie przez Aleksandra Jana Cuzę pod nominalnym zwierzchnictwem Imperium osmańskiego połączyło naród rumuński pod kontrolą jednego człowieka. 5 lutego 1862 oba państwa zostały formalnie połączone w Księstwo Rumunii, z Bukaresztem jako stolicą.
23 lutego 1866 koalicja konserwatystów i radykalnych liberałów zmusiła Cuzę do abdykacji. Niemiecki książę Karol Hohenzollern-Sigmaringen został osadzony na tronie Rumunii. Jego potomkowie rządzili krajem aż do komunistycznego przewrotu w 1947.
W 1877 roku, podczas wojny Imperium Rosyjskiego i Księstwa Rumunii z Imperium Osmańskim, niepodległość kraju została zauważona na arenie międzynarodowej i potwierdzona na kongresie berlińskim w 1878. Kraj zyskał całą niemal Dobrudżę, musiał jednak odstąpić Budziak Rosji. Karol został koronowany w 1881 roku na pierwszego króla Rumunii.
Nowe państwo, położone między Imperium Osmańskim, Monarchią Austro-Węgierską i Cesarstwem Rosji, ze słowiańskimi sąsiadami na południu i północy oraz węgierskimi na zachodzie, obserwowało zachód, głównie Francję, aby wypróbować na swoim terenie tamtejsze kulturalne, edukacyjne i administracyjne modele.
W 1916 Rumunia, po pewnych wahaniach, dołączyła do I wojny światowej po stronie Ententy. Rumunia wojnę przegrała – niemal cały kraj został zajęty przez wojska niemieckie, austro-węgierskie i bułgarskie. W tym okresie rumuńskie władze ewakuowały do carskiej Rosji ponad 90 ton złota, którego nie udało jej się później odzyskać ani od ZSRR ani od Federacji Rosyjskiej. Zmuszona do podpisania traktatu pokojowego w Bukareszcie została uratowana przez ogólną klęskę państw centralnych. Organizacje zarządzające w Siedmiogrodzie, Besarabii i Bukowinie zadecydowały o połączeniu z Rumunią (choć nierzadko trzeba było tłumić niezadowolenie nierumuńskich mieszkańców) – ich decyzję potwierdził podpisany w 1920 roku traktat z Trianon. 

## Okres międzywojenny
Rumunia uchwalając konstytucję w 1923 stała się monarchią konstytucyjną. W pierwszych latach po I wojnie światowej politykę zdominowała Narodowa Partia Liberalna. W 1928 do władzy doszła Narodowa Partia Chłopska.
W 1927 zmarł król Ferdynand I. Kolejnym władcą został jego wnuk, koronowany na króla jako Michał I. Jego ojciec, późniejszy Karol II, został pozbawiony praw do tronu i wyjechał. Wrócił w 1930 i został koronowany na króla po tym, jak pozbawienie go praw do tronu uznano za nieważne.
Wielki kryzys z 1929 miał poważny wpływ na Rumunię. Początek lat trzydziestych XX w. charakteryzowały niepokoje społeczne, konflikty polityczne, wysokie bezrobocie i strajki. Kilkakrotnie władze siłą tłumiły niepokoje społeczne, jak strajk górników z Valea Jiului. Gospodarka zaczęła wychodzić z zapaści w połowie lat trzydziestych. Doszło też do radykalizacji w działalności ugrupowań politycznych i destabilizacji sytuacji politycznej. Rządy zaczęły być zdominowane przez partie o orientacji nacjonalistycznej. Narodowa Partia Liberalna stawała się coraz bardziej nacjonalistyczna. Narodowa Partia Chłopska połączyła się z Rumuńskim Frontem by utworzyć Narodową Partię Chrześcijańską. Wreszcie w siłę rosła Żelazna Gwardia, ugrupowanie nacjonalistyczne i faszystowskie. Ugrupowania rządzące nie ufały królowi Karolowi II, z wzajemnością. Na dodatek rumuńska konstytucja z 1923 r. dawała królowi prawo do rozwiązywania parlamentu i zwoływania nowych wyborów. W efekcie w ciągu zaledwie dekady, Rumunią rządziło 25 rządów.
Mimo tego w 1937 r. Karol II mianował Octaviana Gogę na stanowisko premiera. W tym samym czasie Karol II spotkał się z Kanclerzem Rzeszy Adolfem Hitlerem. A. Hitler stwierdził, że życzyłby sobie rządu złożonego z Żelaznej Gwardii. Karol II nie spełnił jego życzenia, ponieważ zdymisjonował 10 lutego 1938 rząd Gogi, wprowadzając dyktatorskie rządy. Zostały one usankcjonowane nową konstytucją, uchwaloną siedemnaście dni później. Dawała ona prawo królowi do mianowania nie tylko premiera, ale również ministrów. Przywódca Żelaznej Gwardii, Corneliu Zelea Codreanu, został aresztowany, a w listopadzie 1938 zamordowany.
Dyktatura królewska była krótkotrwała. 7 marca 1939 został powołany nowy rząd pod kierownictwem Armanda Călinescu. 21 września Calinescu został zamordowany przez bojowników Żelaznej Gwardii, którzy mścili się za śmierć Codreanu.
Tego samego roku III Rzesza podpisała z ZSRR pakt Ribbentrop-Mołotow, który dzielił Europę na dwie strefy wpływów. Według paktu, Rumunia miała utracić całą Besarabię oraz część Bukowiny na rzecz Związku Radzieckiego.